# 宜黄“9·10”强拆自焚事件
宜黄“9·10”强拆自焚事件，或称“宜黄“9·10”拆迁自焚事件”、“宜黄事件”、“宜黄9·10事件”，是2010年9月10日在中國江西省撫州市宜黃縣鳳岡镇發生的一起因強拆問題引發的自焚事件，造成1人死亡，2人重傷。事主親屬並遭到當局圍堵和軟禁。

## 事件簡述
2010年9月10日上午，江西省抚州市宜黄县凤冈镇发生了一起因拆迁而引发的疑似自焚事件，三人被烧成重伤。事件发生后，三人被送到南昌大学第一附属医院进行抢救。9月18日凌晨1时左右，伤者叶忠诚因伤势严重经抢救无效死亡。被拆迁的是位于江西省抚州市宜黄县凤冈镇东门郊外农科所23号的一栋三层小楼，住着钟如奎一家，共三套房产证，拥有人分别是钟如田，钟如奎，钟如满三兄弟。9月16日上午7时许，钟家姐妹钟如翠、钟如九来到南昌昌北机场，准备乘坐当日上午8时15分的飞机赴京反映情况（进京上访），不料遇到宜黄县政府数十名工作人员的围堵，几次被抓住，几次又逃脱，她们最后只能躲进了女厕所，并用手机向媒体求救，直到有媒体记者赶到现场她们才得以走出女厕。

## 拆迁背景
2007年 ，宜黄县决定在河东新区兴建一座新客运站。同年11月，河东新区客运车站建设项目立项。该项目需拆迁安置21户，宜黄当局称其中20户拆迁对象及时与宜黄县投资发展有限责任公司达成了拆迁补偿协议，完成了拆迁并得到了妥善安置，唯有钟如奎一家拒签协议，不肯拆迁；钟家人和邻居则均否认此说法。
2007年12月，拆迁人宜黄县投资发展责任有限公司称其与钟家展开了历时三年的拆迁安置协商。针对钟如奎一家的实际情况，宜黄县投资发展有限责任公司提出了以下两种拆迁安置方案：

- 一是货币补偿。根据江西居易房地产估价有限公司的评估结论，提出给予钟家货币补偿414612元，装修价值及各项安置补偿费另行计算。

- 二是房屋产权调换。为妥善安置拆迁对象，宜黄县政府同意在与钟家房屋相隔60米左右的同一地段进行房屋置换。同时，考虑到钟家三兄弟为农村户口，再为钟家在凤冈镇农科所范围内批建三户宅基地供其建房，总面积为360M2，并将钟家13人全部纳入低保，据称这种补偿安置在宜黄尚无先例。

钟家对上述两种方案均不接受。拆迁人及宜黄当局称“钟家人”提出了三点要求：

- 一是在自家原址自拆自建。
- 二是如不能在原址自建，就要在规划的商业街中置换四块总计480M2的可做店面房的商业用地，并准许他们自建和办理好相关建设手续，其房屋价值及装修等按市场价格另行补偿。
- 三是如不能满足上述要求，必须补偿300万元作为安置费，否则，拒不接受拆迁。

而钟家人则称上述指称为捏造。）
宜黄县政府对“钟家”提出的要求不能接受，因此拆迁一直无法进行。宜黄县政府称谈判破裂造成新客运站的建设工作一再拖延，并称“有关部门”（未指明这些“部门”是否政府部门）曾50多次到钟家与钟家三兄弟进行协商沟通调解，但收效甚微，拆迁补偿协议始终未能达成。宜黄当局所称的后面事件进展为：
- 2009年10月18日，拆迁人宜黄县投资发展有限责任公司向宜黄县房管局申请房屋拆迁裁决，宜黄县房管局于2009年10月22日予以受理，并于当年11月3日出具了房屋拆迁行政裁决书，11月19日向宜黄县人民政府申请了行政强制拆迁。
- 宜黄县人民政府于2009年11月19日抄告县房管局，同意依法实施强制拆迁。
- 2009年11月23日，县房管局将行政强制拆迁通告张贴在拆迁地点，要求钟家在2009年12月8日前将房屋搬迁完毕。
- 12月8日之后，钟家没有搬迁。宜黄当局派遣所谓“工作人员”至钟府进行所谓的“思想工作”，并称钟家业主对工作人员进行语言污辱和人身威胁。宜黄当局称钟家业主将汽油洒泼于地，宜黄当局将这称为“阻挠调解工作”。

## 自焚经过
9月10日上午，江西省抚州市宜黄县副县长、公安局副局长、房管局局长等领导带队，100多名政府工作人员浩浩荡荡前往位于该县凤岗镇农科所东门郊外23号的钟姓人家，“就房屋拆迁开展有关政策法规解释和思想教育工作”。
宜黄官方的“解释和教育工作”，最终以钟家31岁的二女儿钟如琴（未婚）、59岁的母亲罗志凤，以及父亲的结义兄弟叶忠诚（他们管他叫大伯，79岁）在自家楼上用汽油“自焚”而收场。钟家人的相机、手机被收缴，但是依然有手机拍摄的视频被泄露到了网上，视频显示，“自焚者”多名亲属欲救人遭有关部门工作人员阻挡，救人者被扑倒在地，现场一片混乱。解放日报解放网记者从“自焚者”邻居那里获得了远距离拍摄的照片，但没有发现任何身穿制服的人参与救援。
事发后第三天，宜黄县官方于9月12日下午发布关于此事的情况说明，将事件解释为“误伤”。
官方的声明称，“拆迁对象钟家故伎重演，以浇灌汽油等极端方式对工作人员进行威吓，不慎误烧伤自己3人”。
由此，“9·10”事件演变出官方和当事人各自讲述的两个不同版本，而有关此事件的发生原因，双方同样是各执一词。

## 官媒批评
人民日报在2010年9月14日刊登评论《被拆迁者主张权利不能总靠“自伤”》，文章指出“权利救济不能等到矛盾激发的那一刻，被拆迁者通常处于弱势地位，谈判筹码与谈判能力都相对弱小，保障他们的知情权和参与权，对其权利救济有积极意义。拆迁房屋评估制度、听证制度等的完善，是在拆迁之前就应有的救济手段。”
。

## 机场围堵
9月16日上午7时许，钟家姐妹钟如翠、钟如九来到南昌昌北机场，准备乘坐当日上午8时15分的飞机赴京反映情况，接受凤凰卫视《社会能见度》节目采访，不料遇到宜黄县政府数十名（44名）工作人员的围堵，几次被抓住，几次又逃脱，她们最后只能躲进了女厕所，并用手机向媒体求救，直到有媒体记者赶到现场她们才得以走出女厕。
据了解，22岁的钟如九在钟家众多小辈中排行第九，与她同行的33岁的钟如翠排行第四。9月10日，钟如九的姐姐钟如琴（31岁）、59岁的母亲罗志凤、79岁高龄的大伯叶忠诚为使自己的家园不被强拆，与当地公安、城管及政府工作人员组成的近百名拆迁队伍发生争执，最终他们“自焚”受伤。当这起不被承认的“自焚”事件发生时，钟如九和钟如翠就在现场，因为不满于宜黄县政府《关于“宜黄县一拆迁对象泼洒汽油不慎烧伤”的事实情况》一文中的解释（参见“拆迁背景”一节），钟如九和钟如翠才决定到北京反映情况。
钟如九称，她们躲进厕所后非常害怕，不久，就有宜黄县的女干部过来拼命敲门，要她们“出去谈”，姐妹两人死活不敢出去。钟如九说，在厕间内，她们先后用手机向家人和媒体求助。
10时许，不少媒体记者抵达了现场，至此，钟家姐妹已在厕所内死守了40多分钟后才从女厕内出来。
在女厕所的40多分钟里，钟如翠姐妹通过手机通话、文字把她们的状况告诉媒体、网友。
9月16日上午8:11，《凤凰周刊》记者邓飞在新浪微博上转发网友的微博，把钟家姐妹在机场被围堵的情况发到网上，随后的3个小时里，邓飞一共发了20多条微博，其中9条以“昌北机场女厕攻防战直播”为标题，实时直播了昌北机场的情景。随后，新浪微博电话通知邓飞，称“各方压力太大”，希望将微博删除。然而，邓飞的微博直播早已成为网友关注的焦点，每条微博都被数百上千次转播，还有网友将微博直播的内容转至天涯、猫扑等网站。下午，邓飞关于“女厕攻防战”的微博全部删除。但让人欣慰的是，事件促成了钟家姐妹跟宜黄当局坐下谈判。

## 处理责任人

### 处理
17日晚抚州市委对宜黄县“9·10”拆迁事件相关责任人作出处理。
- 宜黄县委书记邱建国、县长苏建国对“9·10”拆迁事件负有重要领导责任，抚州市委决定分别对其两人立案调查；
- 宜黄县委常委、县政府副县长李敏军负有主要领导责任，抚州市委决定对其立案调查，并免（有别于“撤”）去其宜黄县委常委、县政府副县长职务；
- 宜黄县建设局党委副书记、县房管局局长李小煌负有直接责任，抚州市委责成宜黄县对其立案调查，由宜黄县委免去其县建设局党委副书记、县房管局局长职务；
- 宜黄县建设局党委委员、县房管局副局长、党支部书记纪焕华负有直接责任，抚州市委责成宜黄县对其立案调查，由宜黄县委免去其县建设局党委委员、县房管局副局长、党支部书记职务；
- 宜黄县建设局党委副书记、局长范剑华负有直接责任，抚州市委责成宜黄县对其立案调查，由宜黄县委免去其县建设局党委副书记、局长职务；
- 宜黄县交通局党组副书记、局长熊继勇负有主要领导责任，抚州市委责成宜黄县对其立案调查；
- 宜黄县公安局副局长兼凤岗镇派出所所长黄健负有一定责任，抚州市委责成宜黄县对其进行诫勉谈话，并写出深刻书面检查[17][18]。

2010年10月10日，江西省委宣传部提供的消息表示，经中共江西省委研究，决定：李智富任中共抚州市委委员、常委，中共宜黄县委委员、常委、书记。经中共抚州市委研究决定，报中共江西省委常委会审议，决定：免去邱建国中共宜黄县委书记、常委、委员职务。
与此同时，经中共抚州市委研究，中共江西省委组织部同意，决定：毛宗保同志任中共宜黄县委委员、常委、副书记，提名任宜黄县政府县长；免去苏建国同志中共宜黄县委副书记、常委、委员职务，提名免去宜黄县政府县长职务，县政府县长的职务任免，需按有关法律规定办理。

### 复出
2011年12月3日，媒体报道被免职的宜黄前县委书记、县长已经复出履新。前县长苏建国担任抚州市公路局局长，前县委书记邱建国出任抚州金巢经济开发区管委会主任   。新华网采访抚州组织部负责人证实，二人的重新任职是2011年11月22日经抚州市委常委会研究并票决通过，11月29日抚州市政府召开党组会议，对二人正式任命。
对于二人的复出，舆论和民众普遍表示失望和愤怒。处理决定中信誓旦旦的“立案调查”，不了了之，最后又“复出”，也被认为漠视、敷衍公众舆论。
人民网就两人复出在网上进行调查，7628人参与，仅有19.3%网友选择“复出任命符合有关规定”。

## 软禁及抢尸
9月18日02:14和02:15，钟家小女儿钟如九在新浪微博及腾讯微博发布大伯的死讯：
新浪微博：
我们赶到医院的时候我大伯已经去了，他连我们最后一眼都没看到就永远的走了我真的很痛心。医院到现在为止都不肯开死亡证明书

腾讯微博：
我大伯9月17日晚上1:20左右过世了，2:30左右宜黄县委书记邱建国带了100多人到南昌一附医院，把我大伯的尸体强行抢走了，这个社会还有法吗？他又为何有这么大的胆呀，现在是不是杀人也没人管呀，好心人帮忙转吧，求求你们了，我不知道后面还有没有机会发了，我 好怕呀--------
接下来10分钟，钟如九又发了两条微博，讲述了大伯的遗体被相关部门强行抢夺出医院的过程。最后05:12的一条微博是这样：
政府的人把我大伯的遗体抢走后，我们试图在车头拦住带队抢我们遗体的苏建国县长的车子。但苏建国在车里一直无动于衷。随后有四十几名宜黄县的领导干部，强行把我们拉开。最后苏建国坐车离开。
钟如九及其在北京的哥哥钟如田在微博还发布了被软禁的消息：
我两个姐姐先去了医院，我随后去的。刚一岀门就有四五个宜黄县人想抓住我，我拼命往前跑他们一直在后面追。最后我跳上一辆岀租车拼命挣脱才逃岀来的。
小九:刚刚得到消息，我的家人和我大伯的遗体都被宜黄政府带到了宜黄，我哥哥和我妹妹等共5人全部被软件在宜黄龙腾宾馆里了，我侄子的手机被他藏起来才没被缴，其他的全部收缴了，他刚发信息来，我在等他的最新消息

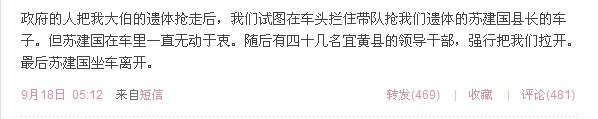
钟如九新浪微博截图

《扬子晚报》对此做了报道，官媒环球时报环球网的一个新闻网页还刊登了钟如九被“宜黄抢劫活人特工队”队员强行带进大巴，绝望地拍打窗户的照片。

## 市委再回应
此前“处理了”责任人的抚州市委市政府，在9月20日，在给新华社传送的“宜黄县 9·10 拆迁事件情况”中再次为拆迁事件进行辩护。官方坚持认为，全程没有出现违法违规行为。通报全文在几个关键争议上，仍与拆迁户陈述有较大出入。
其一，关于拆迁补偿要求。抚州市发来的情况说明中表示，钟家要求过高，补偿协议一直未能达成。钟家提出，若不能在自家原址自拆自建或在商业街中置换土地，则必须补偿330万元作为安置费。
对此，钟如奎予以否定。他说，对于政府提出补偿41万多元的提议没有接受是事实，因为补偿款对于当地房价实在太低。但并未提出政府所言的其他“过高要求”，自己有证据可以说明。
其二，关于是否违法强拆。抚州市发来的情况说明中表示，对钟如奎的房屋拆迁资料齐全、手续完备、程序合法，申请了行政强制拆迁，全程没有出现违法违规行为。宜黄县有关方面也表示，事发当天工作人员是去做说服工作，不是实施强制拆迁，而且现场无任何拆迁机械设备，该房也无任何被拆迁痕迹。
对此，钟如奎表示，县里来拆迁的头一晚没有任何通知，第二天家里就突然闯进来100多人。他们先后控制了嫂子李雪梅和妹妹钟如翠。“虽然未见拆迁设备，但他们之前也是这样拆迁的，先控制人再开始搬东西。”对于钟家的一些说法，周边部分群众予以证实。
此外，关于着火原因。宜黄县有关方面与拆迁户也是各执一词。
对于这起拆迁事件，钟如奎的代理律师王令还提出了一些问题。他认为，当地对钟家房屋的评估是政府单方面确定，而按照相关规定，评估机构应是双方协商选定。同时，宜黄县发展投资有限公司是不是合格的拆迁主体也存疑，而且拆迁规模大于车站建设项目实际用地的需要。此外，当地政府的裁决程序有问题，包括钟家在内的9家拆迁户曾集体向上级部门提出行政复议，但是没有得到任何回复。
江西财经大学法学院副院长熊进光说，官员被“问责”涉及人员之多，处理力度之重足见政府重视。但他同时表示，这一事件已过去十余天，对于事件的起因、发展，乃至对做出处理决定的缘由都避而不谈，不能不说是政府处置突发事件的一大遗憾。

## “没有强拆就没有新中国”
2010年10月12日，财新网全文刊载了宜黄县一位以“慧昌”为名官员投书财新网的题为《透视江西宜黄强拆自焚事件》的文章。文章从一个地方官员的角度，对强拆事件进行解释和梳理，提出“没有强拆就没有新中国”。
文章第四节“强拆，无奈的选择”末尾，提出了“没有强拆就没有新中国”的观点。此观点遭到了人民日报在内的官媒批评。

从某种程度上说，没有强拆就没有我国的城市化，没有城市化就没有一个个“崭新的中国”，是不是因此可以说没有强拆就没有“新中国”？

——慧昌，《透视江西宜黄强拆自焚事件》，“强拆，无奈的选择”
2013年5月19日，《南方都市报》AA29版“南方评论”栏目刊登《“宜黄官员”李昌金：“真正懂农村的人越来越少”》，这篇文章专访了“慧昌”，其真实身份为江西宜黄政协文史委员会主任、县政协委员 。李昌金再度表达了对强拆行为的支持，并表示自己将继续坚称“人人都是强拆的受益者”、“没有强拆就没有新中国”等固有观点 。

## 摄影作品获奖
2011年1月21日，第十九届中国新闻摄影“金镜头”奖获奖名单公布，《潇湘晨报》记者杨抒怀拍摄的新闻图片《宜黄钟家姐妹》获选2010“金镜头”年度最佳照片。
《宜黄钟家姐妹》中妹妹钟如九抱着姐姐钟如琴在北京304医院的病房。